# Forstbetriebsplanung
Forstbetriebsplanung oder Forstplanung ist ein Fachgebiet der Forstwirtschaft. Sie erstellt für den jeweiligen Forstbetrieb einen mittelfristigen Bewirtschaftungsplan und überprüft die forstliche Nachhaltigkeit. Dazu bündelt sie die betrieblichen Zielsetzungen der nachhaltigen Holzerzeugung mit Erholungsnutzung, Umweltbildung und Vorgaben aus dem Naturschutz in einem Forstbetriebsplan. Dieser legt den Hiebsatz für die nächsten zehn Jahre fest und berücksichtigt auch externe Faktoren wie Witterung, Marktlage, Kalamitäten, Gesundheitszustand des Bestands, Entwicklung der Naturverjüngung, Vorkommen von Arten, Fruktifikation der Bäume, Arbeitskapazität und Budget. Sie besteht aus einem Inventurteil und einem Planungsteil. Für die Inventur werden der Bestand aufgenommen. Faktoren wie Baumalter und -höhen, Struktur, Qualität und Zuwachs und Veränderungen wie Schäden durch Insekten oder Pilze, Wildverbiss, Schälschäden, Windwurf, Totholzbestand, Habitate und Bodenvegetation ermittelt. Aus den Ergebnissen werden die Planungsziele für die einzelnen Bestände abgeleitet.
Der Entscheidungsträger (oder „Planer“) in einem Forstbetrieb ist mit einem Vermögensverwalter vergleichbar. Für ihn ist es von Relevanz, wie der derzeitige Vermögensbestand strukturiert ist. Er kennt die vorhandenen Vermögensgegenstände, woraufhin er entscheidet, welche zukünftigen Investitionen getätigt und welche Vermögensbestandteile verkauft werden. Hierbei prüft er, welche neuen Anlagen den bisherigen Vermögensbestand gut ergänzen und welche der bestehenden Anlagen im Zusammenspiel mit den anderen Vermögensbestandteilen einen eher geringen Beitrag zur Zielerreichung leisten. Der Verwalter wird eine einzelne Investitions- oder Finanzierungsentscheidung niemals treffen, ohne dabei die bereits getätigten Investitionen zu berücksichtigen.
Entsprechend muss der Entscheidungsträger im Forst alle Waldbestände des Betriebes im Blick haben, wenn es um den Betriebsplan geht. Die Waldbestände stellen – neben den Waldböden – in der Regel die wichtigsten Vermögensbestandteile des Forstbetriebes dar. Waldbestände können sich aus verschiedenen Baumarten mit verschiedenen Holzqualitäten und ganz unterschiedlichem Alter zusammensetzen. Ein Betriebsplan muss neben naheliegenden Eigentümerzielen wie Vermögenserhalt, Liquidität und Risikominderung, auch übergeordnete Anforderungen beachten. Ein solches Ziel kann beispielsweise eine regelmäßige Holzbereitstellung sein, oder der Aufbau von diversifizierten Handlungsoptionen für zukünftige Generationen. Vor dem Hintergrund einer unsicheren Zukunft ermöglichen solche Handlungsoptionen große Flexibilität für die Betriebsführung.